# Heartbeat Radio
Heartbeat Radio é o quinto álbum do cantor, compositor e guitarrista norueguês Sondre Lerche. O álbum foi lançado nos EUA em 8 de setembro de 2009 e na Europa em 14 de setembro do mesmo ano. O álbum foi lançado pela Rounder Records, e é distribuído digitalmente, em CD e em LP de vinil.

## Faixas
Todas as músicas foram escritas por Sondre Lerche.
1. "Good Luck" – 5:13
2. "Heartbeat Radio" – 4:04
3. "I Cannot Let You Go" – 4:45
4. "Like Lazenby" – 3:23
5. "If Only" – 3:54
6. "Pioneer" – 2:08
7. "Easy to Persuade" – 3:43
8. "Words & Music" – 3:29
9. "I Guess It's Gonna Rain Today" – 4:03
10. "Almighty Moon" – 4:33
11. "Don't Look Now" – 3:12
12. "Goodnight" – 3:51